# Çameli
Çameli là một huyện thuộc tỉnh Denizli, Thổ Nhĩ Kỳ. Huyện có diện tích 708 km² và dân số thời điểm năm 2007 là 20953 người, mật độ 30 người/km².